# ウラジーミル・プロトニコフ
ウラジーミル・ニコラエヴィチ・プロトニコフ（ロシア語: Владимир Николаевич Плотников、ラテン文字転写の例：Vladimir Nikolaevich Plotnikov、1961年11月30日）は、ロシアの政治家。ヴォルゴグラード州出身。ヴォルゴグラード農業大学農学部、農業アカデミー経済学部、ロシア外務省付属外交官アカデミーで学んでいる。1995年農業博士候補号取得。1994年から2007年までロシア連邦議会下院国家会議議員。2004年から2008年までロシア農業党党首を勤めた。